# Hotel 13
Hotel 13 (2012–2014) – niemiecki serial telewizyjny wyprodukowany przez Nickelodeon oraz belgijskie Studio 100 (znane m.in. z Tajemnic domu Anubisa).
Premiera serialu miała miejsce w Niemczech 3 września 2012 roku na niemieckim Nickelodeon. W Polsce serial zadebiutował 10 lutego 2014 roku na antenie Nickelodeon Polska.
W październiku 2013 roku ogłoszono, że Sarah Thonig zastąpi Julię Schäfle w roli Liv Sonntag w drugim sezonie serialu. Emisja drugiego sezonu serialu rozpoczęła się 10 lutego 2014 roku na niemieckim kanale Nickelodeon.
Istnieje również film, który nakręcono między 1 a 2 sezonem. Hotel 13 High School Rock'n Roll został wyemitowany 1 września 2014 roku przed 2. sezonem Hotelu 13. 14 listopada odbył się finał serialu w Polsce, potwierdzone zostało również, że nie powstanie kolejny sezon.

## Fabuła
Serial opowiada o losach szóstki pracowników hotelu – Toma, Anny, Flo, Victorii, Jacka i Liv, którzy pracują w pełnym sekretów hotelu położonym tuż przy plaży. W hotelu zaczynają dziać się dziwne rzeczy. Tom, Anna i Liv postanawiają stawić im czoła, a także odnaleźć zagadkowy pokój nr 13.

## Bohaterowie

### Pierwszoplanowi
- Tom Kepler (Profesor Magellan) – główna postać serialu, jeden z pracowników sezonowych Hotelu 13. Przyjechał do hotelu ze względu na otrzymaną w wieku siedmiu lat kartkę o zagadkowej treści. Kartka, podpisana tajemniczym ‘M.’, każe mu osiem lat później odwiedzić Hotel 13, odnaleźć szkatułkę i odkryć enigmatyczny pokój numer 13. Tom jest początkującym wynalazcą, jednak w późniejszym czasie, jako niejaki Magellan, zbudował wehikuł czasu. Zakochany w Annie Jung, z wzajemnością.
- Anna Jung – jedna z głównych bohaterek serialu, sezonowa pracownica hotelu. Zdecydowała się na tę pracę ze względu na dobre wspomnienia oraz chęć zarobienia pieniędzy na podróż dookoła świata. Od Toma dowiaduje się o istnieniu pokoju numer 13, i pomaga mu go odnaleźć. Jej najlepsza przyjaciółka to Liv. Anna ulega w roku 1927 wypadkowi, skutkiem czego traci pamięć. Z późniejszych odcinków znamy Annę także jako panią Hennings.
- Liv Sonntag – jedna z głównych bohaterek i sezonowa pracownica Hotelu 13. Razem z Tomem i Anną próbuje odkryć tajemnicę pokoju 13. Jest najlepszą przyjaciółką Anny. Z charakteru jest zabawna, lekko zwariowana i szalona. Zakochała się w Marku i Brandonie Goodmanie. Chociaż może się wydawać, że nie ma szczęścia w miłości, jednak Diederich mocno się nią interesuje. Bardzo przeżywała wypadek Anny i pożegnanie z Diederichem. Jednak wie, że on nigdy o niej nie zapomni.
- Florian „Flo” Tuba – jeden z pracowników Hotelu 13, pracuje jako kucharz razem z Lennym. Jego najlepszym przyjacielem jest Lenny. Ma żółwia - Speedy'ego i kuzyna Lucasa. Nazywany również jako „Fantastyczny Flo” – najlepszy magik Hotelu 13. W 2. sezonie wyjeżdża z Victorią w trasę.
- Victoria von Lippstein – córka Sereny von Lippstein - właścicielki biura podróży, któremu Hotel 13 zawdzięcza co najmniej połowę klientów. Dziewczyna w 2. odcinku pierwszego sezonu przyjeżdża do hotelu z wizytą, żeby sprawdzić, czy wszystko dobrze działa, jednak kiedy skarży się swojej mamie, Serena jest rozczarowana zachowaniem córki. Victoria uważa, że jest najładniejsza, chociaż kiedy Flo określa ją „ładną”, ona odpowiada, że to za mało. W 2. sezonie wyjeżdża z Flo w trasę.
- Jack Leopold – syn Richarda i Elizabeth Leopoldów. Jest dość arogancki, ma paskudny charakter, ale bywa też miły i romantyczny. Jest prawnukiem Roberta Leopolda i wnukiem Paula. Szczególnie nie lubił Toma i Flo dla tego drugiego wymyślił przezwisko „Floppy”, czyli Ciamajda. Po zniknięciu ojca w maszynie zostaje piosenkarzem i DJ.
- Richard Leopold / Richard Lepton – jest ojcem Jacka. Był właścicielem hotelu, a także badał dla brakującego pokoju 13. Jego dziadek Robert Leopold był ostatnim, który znał tajemnicę pokoju 13 i jego ojciec Paul Leopold był szalony, szukał pokoju 13 i ostatecznie zmarł w domu wariatów. Richard jest bardzo surowy. W przypadku wadliwej pracy jest albo żółta lub czerwona kartka. Codziennie rano na dokładnie 8:12 daje codzienne instrukcje dla personelu. W ostatnim odcinku sezonu 1 cofa się do lat 80., zmieniając swoje nazwisko na Lepton.
- Lenny Bode – jest szefem kuchni hotelu i najlepszym przyjacielem Flo. Jego klopsiki, które później nazwano „Klopsiki Lenny’ego” przyniosły hotelowi gwiazdkę od krytyka kulinarnego – Mozarelli.
- Ruth Melle – pracuje w recepcji i jest odpowiedzialna za obsługę pokoi. W zmienionej teraźniejszości była menedżerem. Jest bardzo ładna, ale może być również bardzo dotkliwa. Kobieta jest bardzo przesądna. Przyjaźń jest dla niej najważniejsza, zawsze pomaga, na przykład, była jak dla Victorii smutna, chory Tom chciał zostać w mokrym namiocie, a Lenny lub Pan Christo, Diederich, Tom i Liv weszli w drogę CIA. Jest namiętną tancerką a jej partnerem do tańca jest Lenny, szef kuchni hotelu. Ruth przejmuje rolę pana Leopolda jako szef Hotelu 13 w drugim sezonie.
- Zoe – dołącza do personelu Hotelu 13 w 2 sezonie. Pracuje jako pomocnik Lenny’ego w kuchni. Niedługo okazuje się, że jest księżniczką. Przyjaźni się z Jackiem. Później się też okazuje, że jest zakochana w Jacku.
- Noah – dołącza do personelu Hotelu 13 w 2 sezonie. Pracuje jako barman przy basenie. Zakochany w Annie, bez wzajemności, gdyż ta proponuje mu tylko przyjaźń.

### Drugoplanowi
- Paul Leopold - Dziadek Jacka, syn Roberta Leopolda i ojciec Richarda Leopolda. Po śmierci ojca szukał z panem X wejścia do pokoju 13 i więził Annę. Nigdy nie znalazł pokoju, był szalony i zmarł w domu wariatów.
- Robert Leopold - Pradziadek Jacka. Ojciec Paula i dziadek Richarda. Tom, Anna i Liv spotkali go podczas podróży w przeszłość. Chce sprzedać maszynę i zabić Magellana. Przejechany przez powóz zmarł.
- Amalia Hennings – Stara ciotka Richarda. Ma 100 lat. Pani Hennings wie bardzo dużo o pokoju 13. Niewiele mówi, jednak, maluje wiele rzeczy z trzynastki. Po tym jak Tom, Liv i Diederich uratowali Annę, zniknęła z wszystkimi swoich rzeczami i tylko Tom, Diederich, Anna oraz Liv wiedzieli, że istniała. Pani Hennings to tak naprawdę Anna, która dostała amnezji po wypadku w przeszłości. Ojciec Diderichia zagroził Paulowi, że zabierze hotel na własność jeżeli nie sprzeda mu maszyny z 13 (wehikułu czasu). Paul wykorzystał fakt, że Anna dostała amnezji porwał Anne, przez to że nie znał z X jej imienia X czytając gazetę zobaczył imię Amalia Henings i nadał jej to imię. Mieszkała w hotelu przez 85 lat, więc gdy Tom i Liv ją uratowali Pani Hennings zniknęła.
- Profesor Magellan – jest tajemniczym M, który napisał wiadomość do Toma. Mieszka w przeszłości i rozpaczliwie potrzebował pomocy Toma, Anny i Liv. Tom był w przeszłości, w tym samym czasie gdy maszyna została zbudowana. Został wysłany do 1850 roku przez Roberta Leopolda, ale został uratowany przez Toma, Liv i Diedericha. Wrócił do swoich czasów. Maszyna ponoć została zniszczona.
- Diederich von Burghart – Chłopak z hotelu, mieszka w 1927 roku. Jest synem partnera Roberta Leopolda, Winstona von Burgharta. Podróżował w czasie. Tam poznał Davida, swojego prawnuka. Zakochany w Liv. W swoim czasie wrócił w przeszłość. Na pożegnanie Liv dała mu okulary przeciwsłoneczne, które nie były jeszcze wynalezione. Ojciec Diedericha opatentował to, i wynalazł. Pierwszą markę nazwano Liv.
- Winston von Burghart – jest amerykańskim biznesmenem w przeszłości, który chce kupić maszynę czasu. Jest ojcem Diedericha. Gdy zmarł Robert Leopold a on nie dostał maszyny kazał spłacać Paulowi to w ratach. Jest prapradziadkiem Davida. Stał się bogaty dzięki okulary Liv stały się jego patentu w Ameryce.
- Pan X – pracował z panem Leopoldem i powinien zabić Magellana. Po śmierci Leopolda, pracował razem z Paulem. Porwał Annę, i udawał, że jest jej wujkiem. Jest bratem Petronelli Pastel. Twierdzi że pokój 13 nie istnieje.
- Caro Bode – jest siostrzenicą Lenny’ego i jest również nazywany „Kluską”. Zorganizowała też konkurs surfingu. Zakochana w Diederichu. Pod koniec lata powiedziała, że nie wróci do hotelu 13, a skoncentruje się na pisaniu piosenek i ostatecznie stanie się piosenkarką.
- Petronella Pastel – przetrzymywała Annę w księgarni. Jest siostrą Pana X. Anna po wizycie z psychologiem, który doradził by nie zajmowała się książkami i nigdy nie widziała Petronelli. Kobieta uciekła bo bała się, że wszystko wyjdzie na jaw.
- Leif Rasmussen / Xenon 35 – jest archeologiem, który szuka skarbów w morzu. W Hotelu 13 spędza całe lato jako gość. Udawał zakochanego w Ruth by ta niczego nie podejrzewała. Pracował dla pana Leptona jako Xenon 35.
- Richard Lepton – właściciel Koncernu Leptona. Okazuje się, że jest on Panem Leopoldem, który wysłał się sam w lata 80.
- Elizabeth Leopold – matka Jacka. Zaszła w ciążę przed wyjazdem w tournée, podczas którego urodziła Jacka. Jest żoną Richarda Leopolda.

## Części
Sezon 1 
1. Przygoda się rozpoczyna (40)
2. Zagadka z czasem (40)
3. Wyścig z Czasem (40)

Sezon 2
1. Skradziony czas (56)

## Pomieszczenia
- Gabinet – jest to gabinet szefa hotelu, Richarda Leopolda. Był w nim plan hotelu. Nikomu poza Richardowi i jego synowi nie wolno tam wchodzić.
- Pokój 13 – jest to pokój-winda, znajduje się w nim pomieszczenie z wehikułem czasu .
- Krypta – znajduje się na cmentarzu. Jest w nim ukryty włącznik do wehikułu[3].
- Koncern Leptona - tutaj ukryta była maszyna w drugim sezonie.

## Obsada i twórcy
| Twórcy               | Twórcy                           | Twórcy            |
| Reżyseria            | Reżyseria                        | Reżyseria         |
| -------------------- | -------------------------------- | ----------------- |
| Dennis Bots          | Patrick Schlosser                | Patrick Schlosser |
| Scenariusz           |                                  |                   |
| Gert Verhulst        | Hans Bourlon                     | Dennis Bots       |
| Zdjęcia              |                                  |                   |
| Alain Jongen         |                                  |                   |
| Muzyka               |                                  |                   |
| Charly Luske         | Johan Vanden Eede                | Johan Vanden Eede |
| Pomysł               |                                  |                   |
| Gert Verhulst        |                                  |                   |
| Dźwięk               |                                  |                   |
| Jan Van Hende        |                                  |                   |
| Role pierwszoplanowe |                                  |                   |
| Aktor                | Rola                             | Odcinki           |
| Patrick Baehr        | Tom Kepler                       | 1–176             |
| Carola Schnell       | Anna Jung / Sandra               | 1–176             |
| Julia Schäfle        | Liv Sonntag                      | 1–176             |
| Sarah Thonig         | Liv Sonntag                      | 121–176           |
| Jörg Moukaddam       | Lenny Bode                       | 1–176             |
| Ilka Teichmüller     | Ruth Melle                       | 1–176             |
| Gerrit Klein         | Jack Leopold                     | 1–120             |
| Lion Wasczyk         | Jack Leopold                     | 121–176           |
| Peter Nottmeier      | Richard Leopold / Richard Lepton | 1–120             |
| Siegfried Kernen     | Richard Leopold / Richard Lepton | 121–176           |
| Marcel Glauche       | Florian „Flo” Tuba               | 1–120, 162–167    |
| Hanna Scholz         | Victoria von Lippstein           | 2–168             |
| Jan-Hendrik Kiefer   | Noah                             | 121–176           |
| Jamie Watson         | Zoe                              | 129–176           |

## Wersja polska

### Serial TV
Wersja polska: na zlecenie Nickelodeon Polska – Master Film

Reżyseria: Dariusz Dunowski

Dialogi polskie:
- Antonina Kasprzak,
- Magdalena Dwojak

Tłumaczenie z języka niemieckiego: Julia Krasińska

Dźwięk:
- Aneta Michalczyk-Falana,
- Mateusz Michniewicz

Montaż:
- Aneta Michalczyk-Falana,
- Paweł Siwiec

Kierownictwo produkcji: Agnieszka Kołodziejczyk

Nadzór artystyczny: Katarzyna Dryńska

Występują:
- Mateusz Weber – Tom
- Maria Pawłowska – Anna
- Martyna Kowalik – Liv
- Michał Podsiadło – Flo
- Aleksandra Domańska – Victoria
- Stefan Pawłowski – Jack
- Sławomir Pacek – Richard Leopold (odc. 1-120)
- Anna Sroka-Hryń – Ruth
- Michał Piela – Lenny

oraz:
- Miłogost Reczek – profesor Magellan
- Jolanta Wołłejko – Amalia Hennings
- Józef Pawłowski – Mark
- Tomasz Olejnik – Brandon
- Andrzej Hausner – reżyser (odc. 24-25)
- Stefan Knothe – Vincent Evermore (odc. 26-30)
- Grzegorz Pawlak – Robert Leopold
- Robert Kibalski – Winston von Burghart
- Angelika Kurowska – Danny (odc. 46-47)
- Piotr Gogol – pan X
- Tomasz Gęsikowski – Beniamin
- Piotr Warszawski – Ricardo (odc. 66, 68-70)
- Artur Janusiak – 
  - notariusz (odc. 79-80),
  - mężczyzna przetrzymujący Simona (odc. 134, 136, 139-140, 142, 145-152, 155)
- Jacek Mikołajczak – Jack Leopold, szef ochrony (CIA) (odc. 81-94)
- Andrzej Arciszewski – Zygmunt Freud (odc. 106-108)
- Jacek Król – Leif Rasmussen (odc. 121-122, 126, 130, 136-139, 143, 148-150, 154-165, 167-171)
- Wojciech Machnicki – Numer 32
- Mateusz Rusin – Simon (odc. 125-130, 132-133, 144)
- Kinga Suchan – Zoe (odc. 129-147, 149-170, 172, 174-176)
- Zbigniew Konopka – Richard Leopold (odc. 136, 139-140, 144-146, 148-150, 152, 157, 160, 164-167, 169, 171-174-176)
- Karol Wróblewski – Magnus Maeterlinck (odc. 140-142, 145-146)
- Piotr Bajtlik – Numer 12 (odc. 158-163, 169-176)
- Adam Bauman – Napoleon Bonaparte (odc. 168, 170, 175-176)
- Marcin Perchuć – Ludwik XIV (odc. 168, 170, 175-176)
- Tomasz Grochoczyński – Albert Einstein (odc. 168, 170-171, 173-176)
- Agnieszka Fajlhauer – Izabella Leopold (odc. 169-171, 173-176)
- Agnieszka Wosińska – Serena
- Tomasz Ziętek – Diederich
- Mateusz Nędza – Paul
- Marek Bocianiak
- Grzegorz Kwiecień
- Anna Gajewska
- Jakub Jankiewicz
- Mariusz Wojciechowski
- Aleksandra Radwan
- Julia Trembecka
- Katarzyna Łochowska
- Renata Berger
- Weronika Nockowska
- Katarzyna Godlewska
- Bartłomiej Nowosielski
- Andrzej Gawroński
- Krzysztof Zakrzewski

Lektor: Kacper Kaliszewski